# 莱鲁日索
莱鲁日索（法語：Les Rouges-Eaux，法語發音：[le ʁuʒ.z‿o] ⓘ，意为“红水”）是法国大東部大區孚日省的一个市镇，属于孚日圣迪耶区。

## 地理
莱鲁日索（48°15'46"N, 6°48'6"E）面积5.9 平方千米，位于法国大東部大區孚日省，该省份为法国东北部内陆省份，北起默兹省和默尔特-摩泽尔省，西接上马恩省，南至上索恩省和贝尔福地区省，东临上莱茵省和下莱茵省。
与莱鲁日索接壤的市镇（或旧市镇、城区）包括：布瓦德尚、栋凡、莫尔塔涅、坦特吕。
莱鲁日索的时区为UTC+01:00、UTC+02:00（夏令时）。

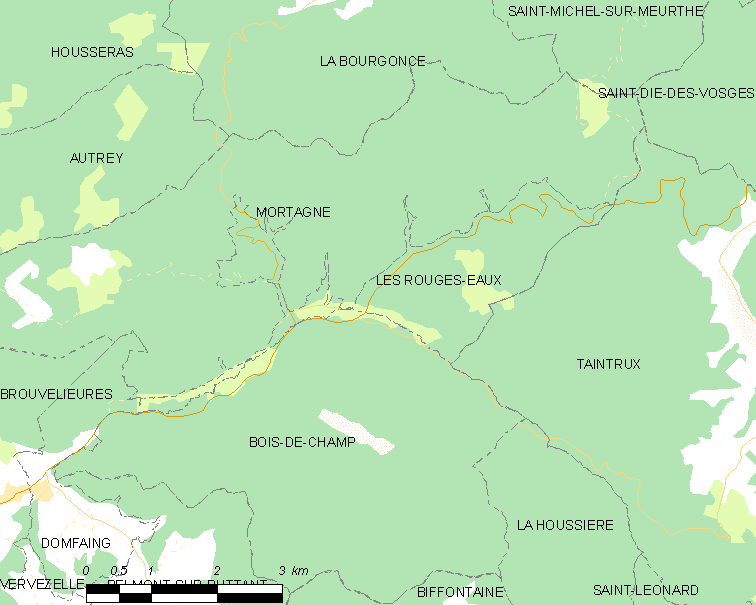
莱鲁日索的OSM定位图

## 行政
莱鲁日索的邮政编码为88600，INSEE市镇编码为88398。

## 政治
莱鲁日索所属的省级选区为布吕耶尔县。

## 人口

1962-2008年间莱鲁日索人口变化图示

莱鲁日索于2022年1月1日时的人口数量为79人。